# Водонапірна башта Вуковара
45°20′39″ пн. ш. 19°00′44″ сх. д. / 45.3440443° пн. ш. 19.0122748° сх. д.
Водонапірна вежа Вуковара (хорв. Vukovarski vodotoranj) — водонапірна вежа в хорватському місті Вуковар. Це один із найвідоміших символів Вуковара та страждань міста та країни під час битви за Вуковар і Хорватської війни за незалежність, коли водонапірна вежа та саме місто були значною мірою зруйновані югославськими військами.

## Історія

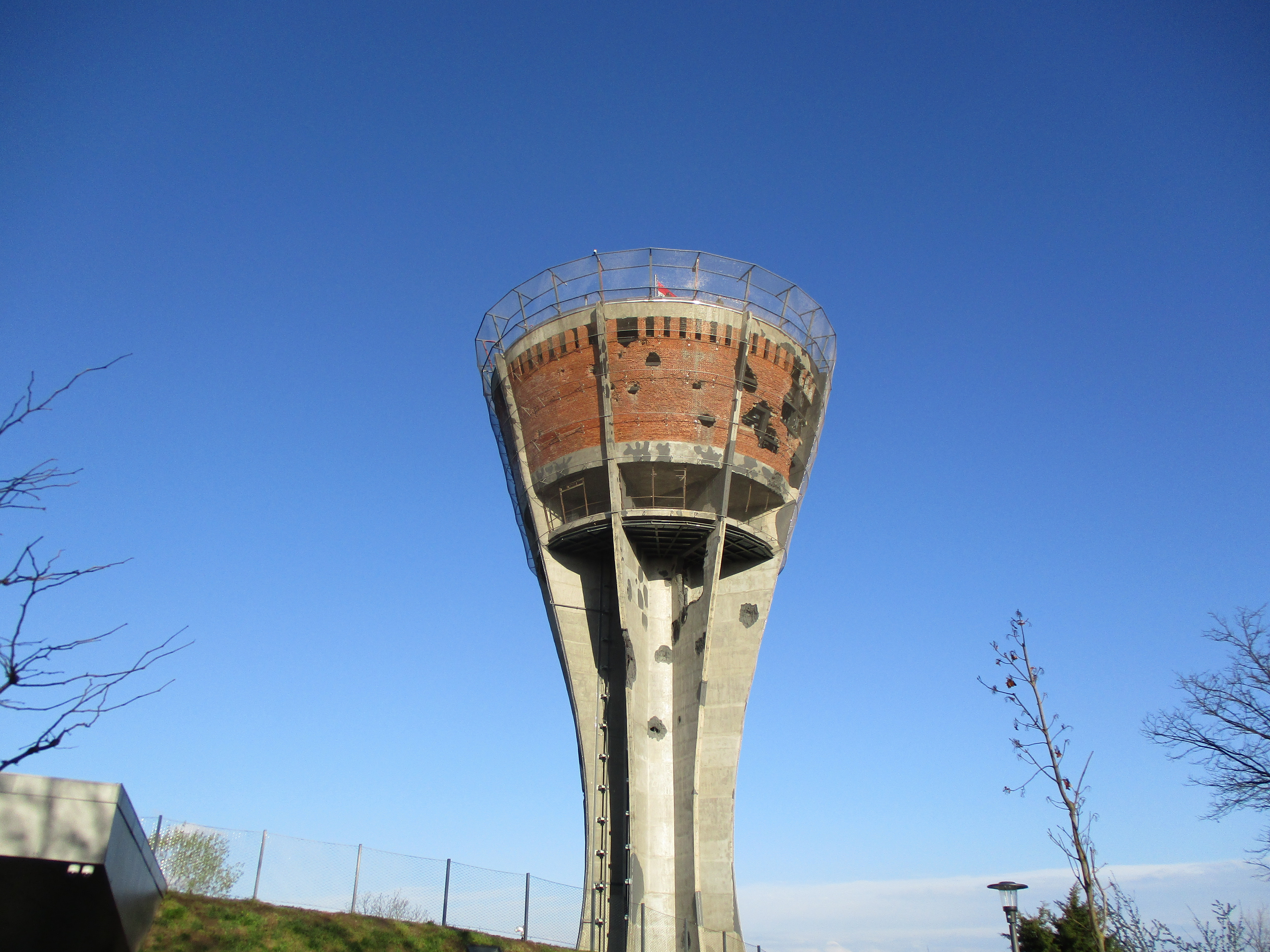
Водонапірна вежа після збереження як пам'ятки

Водонапірна вежа була спроектована компанією Plan і побудована Hidrotehna Zagreb наприкінці 1960-х років. Він був побудований в міському парку, відомому як Найпар-башча, в районі Мітніца.
До війни на вершині вежі був ресторан з видом на Вуковар, Дунай і навколишні виноградники.
Під час битви за Вуковар водонапірна вежа була однією з найчастіших цілей артилерії. Під час облоги по ній було влучено понад 600 разів.

## Теперішній стан
Після реінтеграції Вуковара до Республіки Хорватія реконструкція водонапірної вежі була ініційована президентом Хорватії Франьо Туджманом, але процес був припинений, а вежа замість цього стала місцем пам'яті болю та страждань, які пережив Вуковар. Його офіційно відкрили 30 жовтня 2020 року, а наступного дня він став відкритим для громадськості. 
Сьогодні перетворена на музей із рестораном, але сліди війни ще помітні. З 10 березня 2021 року вежа є членом Всесвітньої федерації великих веж.